# Bignac
Bignac est une ancienne commune du Sud-Ouest de la France, située dans le département de la Charente, en région Nouvelle-Aquitaine, devenue le 1er janvier 2016 une commune déléguée au sein de la commune nouvelle de Genac-Bignac.
Ses habitants sont appelés les Bignacais et Bignacaises.

## Géographie

### Localisation et accès
Bignac était une commune située à 18 km au nord d'Angoulême, dans la vallée de la Charente. Elle est à 5 km à l'ouest de Montignac et de Vars, 2,7 km à l'est de Genac, 10 km à l'est de Rouillac, chef-lieu de son canton, 11 km au sud d'Aigre.
À l'écart des grandes routes, Bignac est desservie par la D.117 de Vars en direction de Genac qui longe la Charente et traverse le bourg, et la D.358 du bourg en direction du pont sur la Charente au nord vers Vouharte et Marcillac-Lanville. Au sud de la commune passe la D.11, route est-ouest reliant Chasseneuil à Rouillac, passant par Vars, et à l'est, la D.737, route d'Angoulême à Aigre passant par Montignac et Vouharte.
Les gares les plus proches sont celles de Luxé, à 12 km, et d'Angoulême.

### Hameaux et lieux-dits
La mairie de Bignac est située à 1 km au sud du bourg, sur la route de Marsac.
La commune ne comporte que deux hameaux importants : l'Haumont et les Godinauds, situés au sud. Il n'y a aucune ferme isolée.

### Communes limitrophes
|                      |                       |          |
| Genac (Genac-Bignac) | Bignac                | Vouharte |
|                      | Saint-Genis-d'Hiersac |          |

### Géologie et relief
Le sol de la commune est composé de calcaire datant du Jurassique supérieur (Kimméridgien).
La vallée même de la Charente (partie inondable, en limite orientale de commune) est composée d'alluvions récentes datant du quaternaire (limon, sable, tourbe) avec un dépôt plus ancien dans la partie orientale du bourg,,.
La commune de Bignac est dans la vallée de la Charente. Le sud de la commune s'élève en un plateau assez élevé, correspondant à la rive concave du fleuve. Le point culminant de la commune est à une altitude de 143 m, situé sur la limite sud-ouest. Le point le plus bas est à 42 m, situé le long de la Charente, en limite sud de la commune au pied de cet escarpement. Le bourg, construit dans la vallée, est à 48 m d'altitude.

### Hydrographie
La Charente arrose la bordure orientale de la commune. Le fleuve déploie de larges méandres en amont d'Angoulême.
Le Mosnac, petit affluent descendant de Genac, borde la commune au nord.
Des étangs, anciennes sablières, entourent le bourg, construit sur la rive droite du fleuve qui se divise en plusieurs bras.

### Climat
Comme dans les trois quarts sud et ouest du département, le climat est océanique aquitain.

## Toponymie
Les formes anciennes sont de Bugnaco, de Bunaco, de Bungnaco et de Bungaco en 1293, de Bunhaco en 1389, Bunihac. La forme Bignac est donc apparue plus tardivement que la forme Bugnac.
L'origine du nom de Bignac remonterait à un personnage gallo-romain Bunius ou germain Buni auquel est apposé le suffixe -acum, ce qui correspondrait au « domaine de Bunius »,.

## Histoire
Les premiers registres de l'état civil remontent à 1631.
L'Haumont (autrefois orthographié Laumont) était le siège du fief principal de la paroisse de Bignac. En 1450, il appartenait à Pierre de Livenne, écuyer. La maison de Livenne était importante dans l'Angoumois. La branche des Livenne de Laumont est passée en 1675 à Ballans, en Saintonge avec le mariage de Louis de Livenne, chevalier et seigneur de Verdille, et cette branche a perduré jusqu'au XVIIIe siècle,. Au XVIIIe siècle, Étienne Chérade, comte de Montbron, lieutenant-général de l'Angoumois, était seigneur de Laumont, passé par mariage à cette famille en 1652 avec une fille Cladier, alors barons de Laumont.

## Administration
| Période                                  | Période       | Identité        | Étiquette | Qualité              |
| ---------------------------------------- | ------------- | --------------- | --------- | -------------------- |
| Les données manquantes sont à compléter. |               |                 |           |                      |
| 2001                                     | décembre 2015 | Michel Fouchier | SE        | Retraité du commerce |

### Fiscalité
La fiscalité est d'un taux de 18,50 % sur le bâti, 43,50 % sur le non bâti, et 9,50 % pour la taxe d'habitation (chiffres 2007).
La communauté de communes de Rouillac prélève 10,80 % de taxe professionnelle.

## Démographie

### Évolution démographique
L'évolution du nombre d'habitants est connue à travers les recensements de la population effectués dans la commune depuis 1793. À partir du 1er janvier 2009, les populations légales des communes sont publiées annuellement dans le cadre d'un recensement qui repose désormais sur une collecte d'information annuelle, concernant successivement tous les territoires communaux au cours d'une période de cinq ans. 
Pour les communes de moins de 10 000 habitants, une enquête de recensement portant sur toute la population est réalisée tous les cinq ans, les populations légales des années intermédiaires étant quant à elles estimées par interpolation ou extrapolation. Pour la commune, le premier recensement exhaustif entrant dans le cadre du nouveau dispositif a été réalisé en 2008,.
En 2013, la commune comptait 224 habitants, en évolution de −0,44 % par rapport à 2008 (Charente : +0,65 %, France hors Mayotte : +2,49 %).
| 1793 | 1800 | 1806 | 1821 | 1831 | 1841 | 1846 | 1851 | 1856 |
| ---- | ---- | ---- | ---- | ---- | ---- | ---- | ---- | ---- |
| 422  | 444  | 454  | 467  | 503  | 507  | 540  | 507  | 510  |

| 1861 | 1866 | 1872 | 1876 | 1881 | 1886 | 1891 | 1896 | 1901 |
| ---- | ---- | ---- | ---- | ---- | ---- | ---- | ---- | ---- |
| 520  | 498  | 442  | 429  | 408  | 401  | 343  | 336  | 315  |

| 1906 | 1911 | 1921 | 1926 | 1931 | 1936 | 1946 | 1954 | 1962 |
| ---- | ---- | ---- | ---- | ---- | ---- | ---- | ---- | ---- |
| 312  | 325  | 265  | 252  | 240  | 219  | 180  | 175  | 153  |

| 1968 | 1975 | 1982 | 1990 | 1999 | 2008 | 2013 | - | - |
| ---- | ---- | ---- | ---- | ---- | ---- | ---- | - | - |
| 155  | 160  | 178  | 168  | 198  | 225  | 224  | - | - |

### Pyramide des âges
| Hommes | Classe d’âge | Femmes |
| ------ | ------------ | ------ |
| 1,8    | 90 ans ou +  | 0,9    |
| 9,1    | 75 à 89 ans  | 8,7    |
| 12,7   | 60 à 74 ans  | 12,2   |
| 17,3   | 45 à 59 ans  | 13,9   |
| 28,2   | 30 à 44 ans  | 23,5   |
| 10,9   | 15 à 29 ans  | 18,3   |
| 20,0   | 0 à 14 ans   | 22,6   |

| Hommes | Classe d’âge | Femmes |
| ------ | ------------ | ------ |
| 0,5    | 90 ans ou +  | 1,6    |
| 8,2    | 75 à 89 ans  | 11,8   |
| 15,2   | 60 à 74 ans  | 15,8   |
| 22,3   | 45 à 59 ans  | 21,5   |
| 20,0   | 30 à 44 ans  | 19,2   |
| 16,7   | 15 à 29 ans  | 14,7   |
| 17,1   | 0 à 14 ans   | 15,4   |

## Économie

### Agriculture
La viticulture occupe une partie de l'activité agricole. La commune est classée dans les Fins Bois, dans la zone d'appellation d'origine contrôlée du cognac.

## Lieux et monuments

### Patrimoine religieux

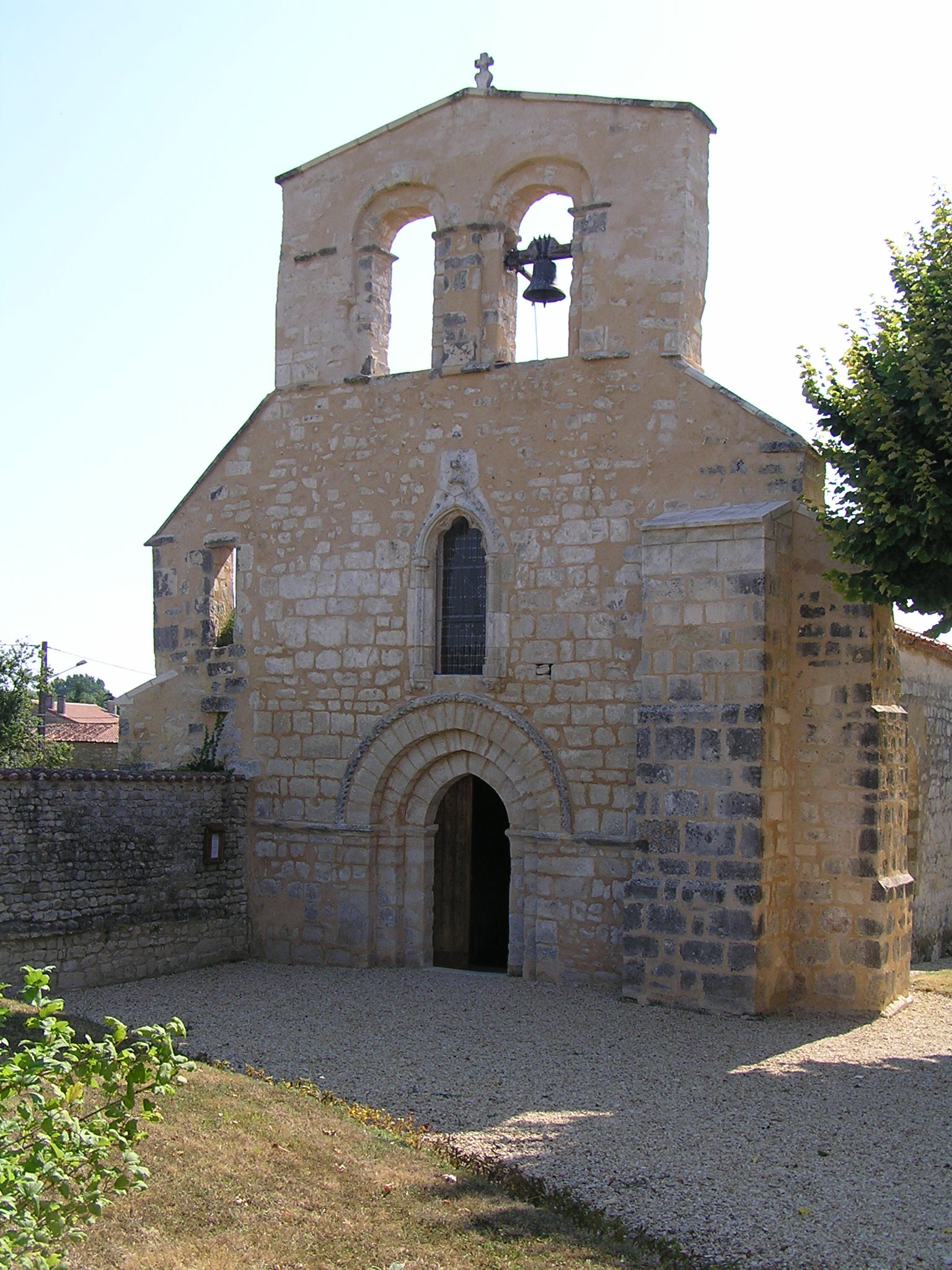
L'église saint-Martin

L'église paroissiale Saint-Martin était un ancien prieuré-cure, qui dépendait du prieuré de Lanville. Les restes de l'églises primitive datent de la seconde moitié du XIIe siècle.

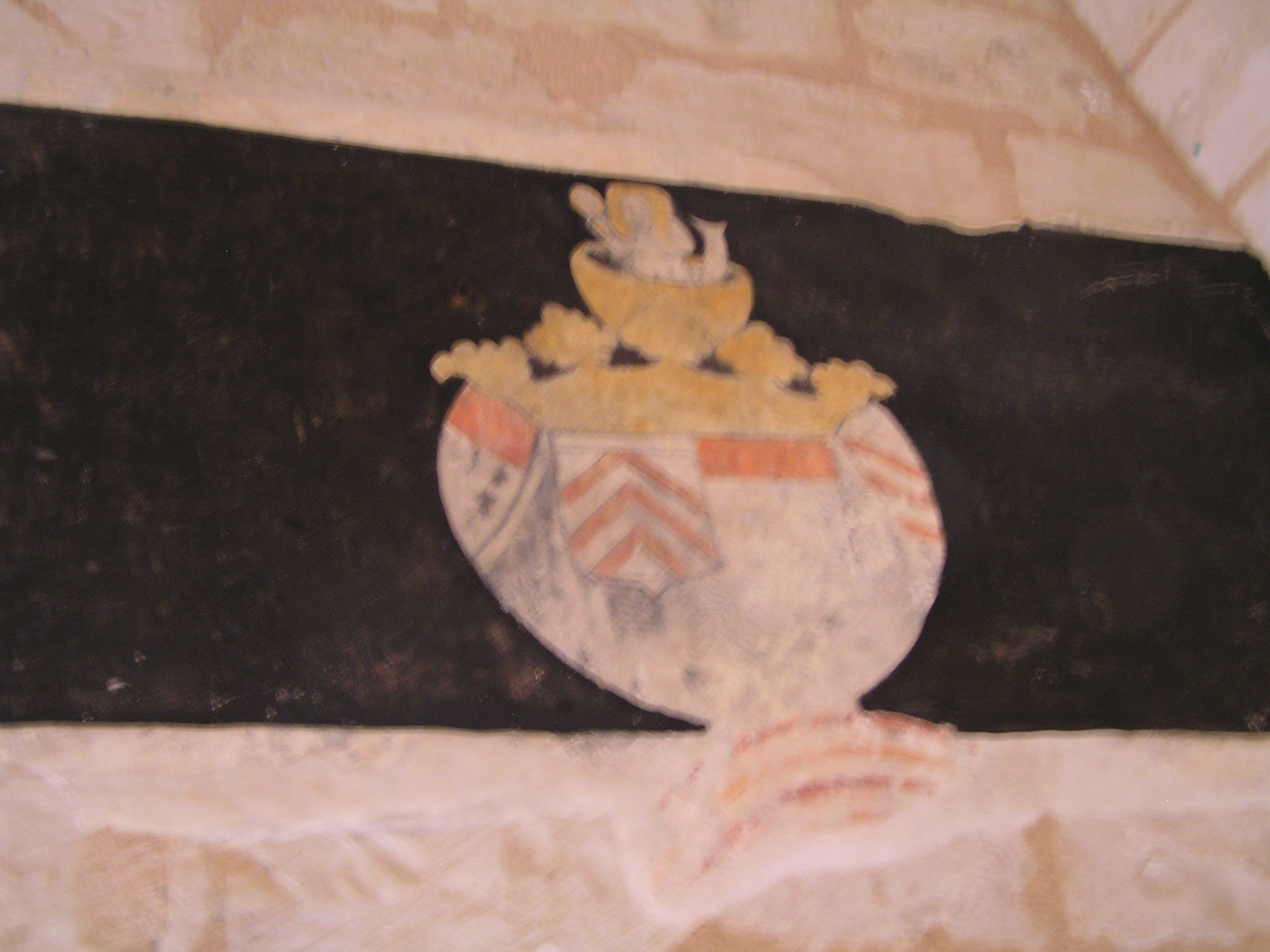
Litre funéraire

Quand on entre dans l'église, à gauche à l'intérieur, sur le mur de la façade se trouve une imposante litre funéraire où l'on reconnaît le blason des La Rochefoucauld.
L'église a une cloche en bronze qui a été bénite en 1666 par François Lambert curé de la paroisse, et qui avait pour parrain Henri de Livenne et pour marraine damoiselle Catherine de Livenne, famille propriétaire du château de Lhaumont. Elle a dû être refondue à une date ultérieure. Elle est classée monument historique au titre objet depuis 1944,.

### Patrimoine civil
Bignac présente tout un ensemble de patrimoine bâti rural dont la fontaine du bourg et le lavoir de l'Haumont.

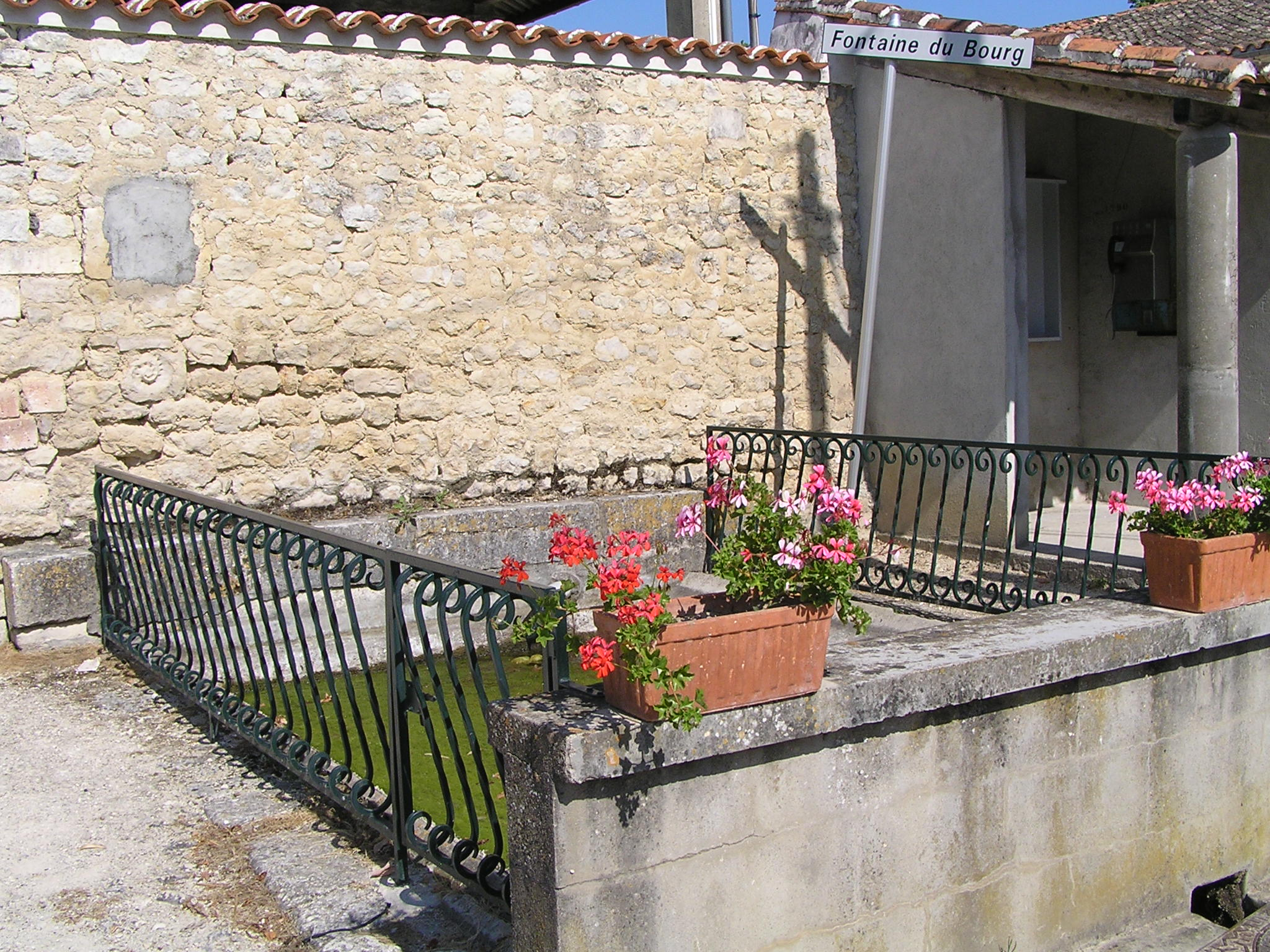
fontaine du bourg
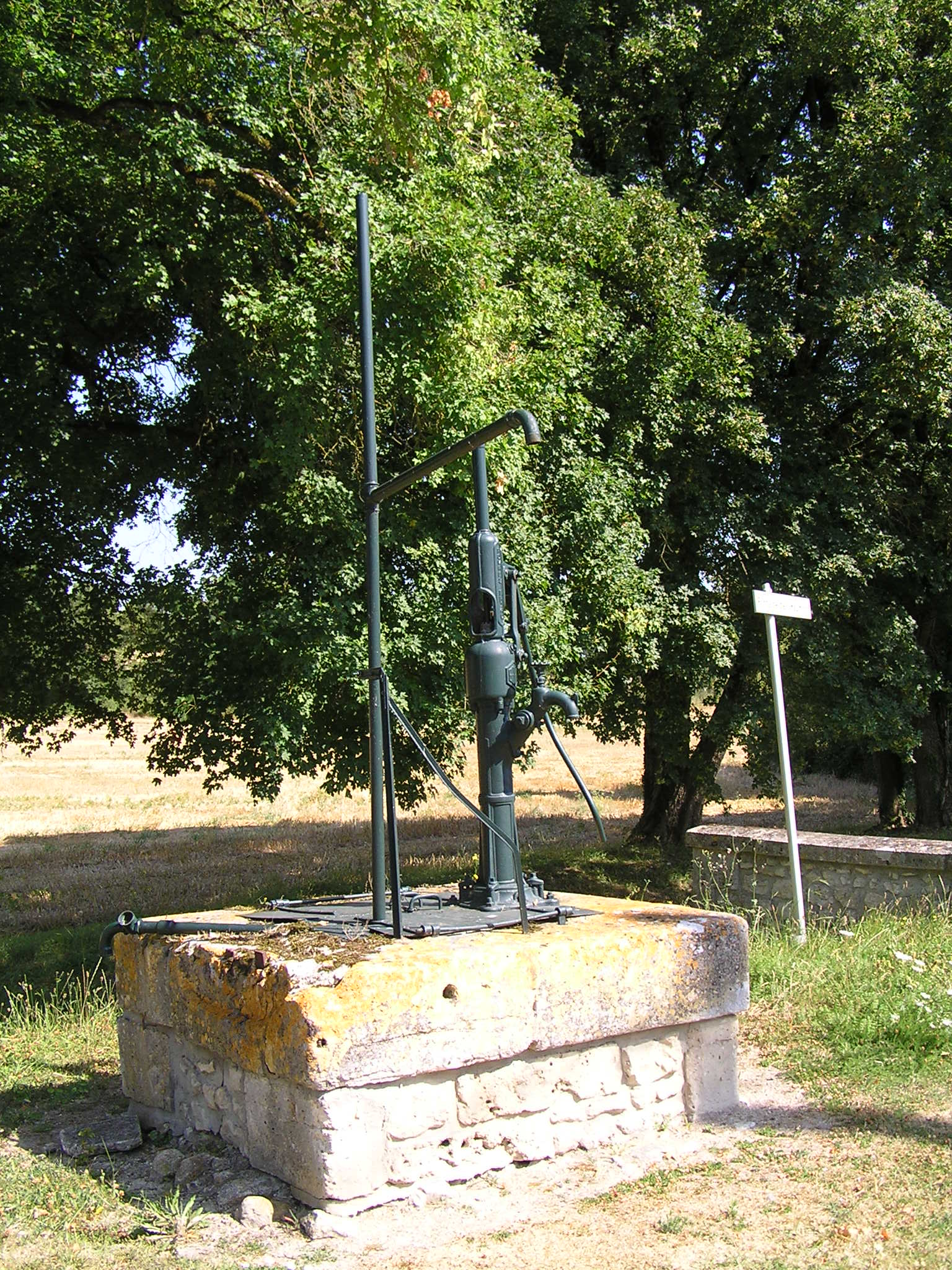
la pompe de l'Haumont
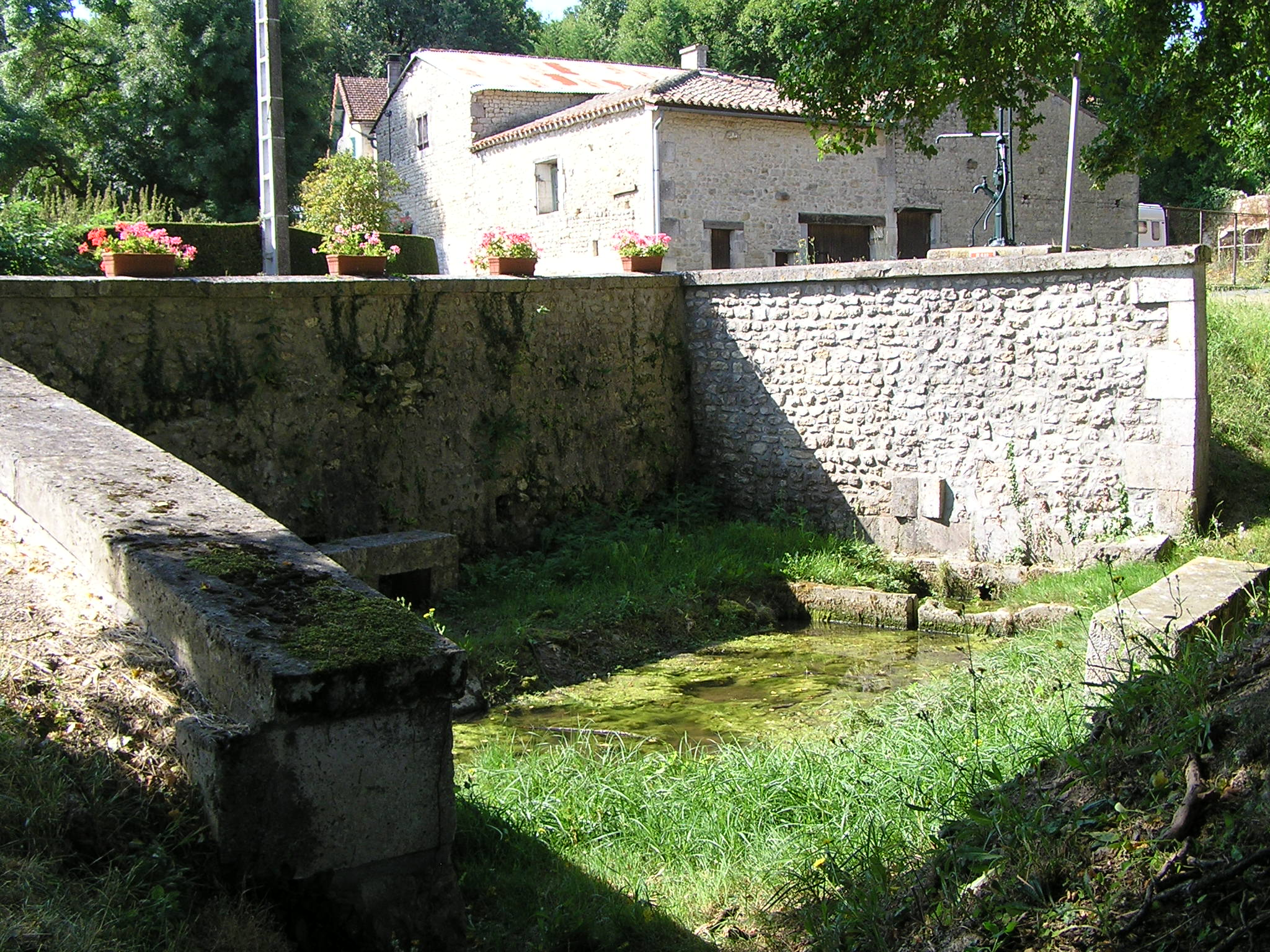
lavoir de l'Haumont